# Gare de Terssac
La gare de Terssac est une gare ferroviaire française de la Tessonnières à Albi située sur le territoire de la commune de Terssac, dans le département du Tarn, en région Occitanie.

## Situation ferroviaire
Établie à 155 mètres d'altitude, la halte de Terssac est située au point kilométrique (PK) 349,985 de la ligne de Tessonnières à Albi, entre les gares de Tessonnières et de Marssac-sur-Tarn.

## Histoire
Le total des recettes effectuées à l'arrêt de Terssac est de 1 911 francs en 1897,  2 555 francs en 1901 et de 3 060 francs en 1903.
Le 24 avril 1922, le conseil général émet un vœu pour la compagnie PO transforme en trains légers tous les trains de voyageurs qui circulent entre Albi et Tessonnières, afin qu'ils desservent les points d'arrêt de Labastide-de-Lévis et Terssac. L'argumentaire indique notamment que ces arrêts sont ouverts depuis plus de trente ans. Le Ministre des Travaux Publics répond que la Compagnie PO ne peut, pour ce service, remplacer un train de marchandises-mixte par un train léger mais qu'elle recherche une solution pour satisfaire cette demande lors du prochain service.

## Service des voyageurs
Halte fermée au service des voyageurs depuis 1976.

## Patrimoine ferroviaire
L'ancien bâtiment est devenu une propriété privée.